# Sun Shangxiang
Sun Shangxiang, nota anche come Lady Sun (孙尚香S, Sūn ShàngxiāngP; fl. III secolo), è stata una nobildonna cinese.

## Biografia
Sun Shangxiang era l'unica figlia del generale Sun Jian e Lady Wu. Aveva quattro fratellastri dal lato materno: Sun Ce, Sun Quan, Sun Yi e Sun Kuang.
Nel 209 Lady Sun sposò Liu Bei per rafforzare l'alleanza tra Liu Bei e Sun Quan. Sun Shangxiang era saggia e astuta e aveva un carattere duro e feroce, proprio come suo fratello Sun Quan. Aveva più di cento ancelle che, armate di spada, erano di guardia fuori dalla sua stanza. Liu Bei era insospettito e timoroso del comportamento della moglie. Il consigliere di Liu Bei, Zhuge Liang, disse: "Quando il nostro signore [Liu Bei] era a Gong'an, temeva l'influenza di Cáo Cāo a nord e temeva la presenza di Sun Quan a est. Anche nel territorio di origine aveva paura che Lady Sun avrebbe causato problemi".
Lady Sun diede il permesso alle sue guardie di comportarsi illegalmente nella provincia di Jing. Per questo motivo, Liu Bei nominò appositamente il generale Zhao Yun, che considerava una persona seria e coscienziosa, per sovrintendere agli affari interni nella provincia e mantenere la legge e l'ordine. Intorno al 211, Liu Bei, per attaccare Liu Zhang, lasciò il suo paese, dove rimase quindi Lady Sun. Quando Sun Quan scoprì che Liu Bei era partito, inviò una nave per riportare da lui Lady Sun. Quest'ultima tentò di portare con sé il figlio del marito, Liu Shan, avuto con Lady Gan, nel territorio di Sun Quan. Tuttavia i generali di Liu Bei la intercettarono lungo la strada e riuscirono a recuperare Liu Shan. Riguardo alla sua vita non si hanno più notizie successive a questo avvenimento.

## Riferimenti nella cultura di massa

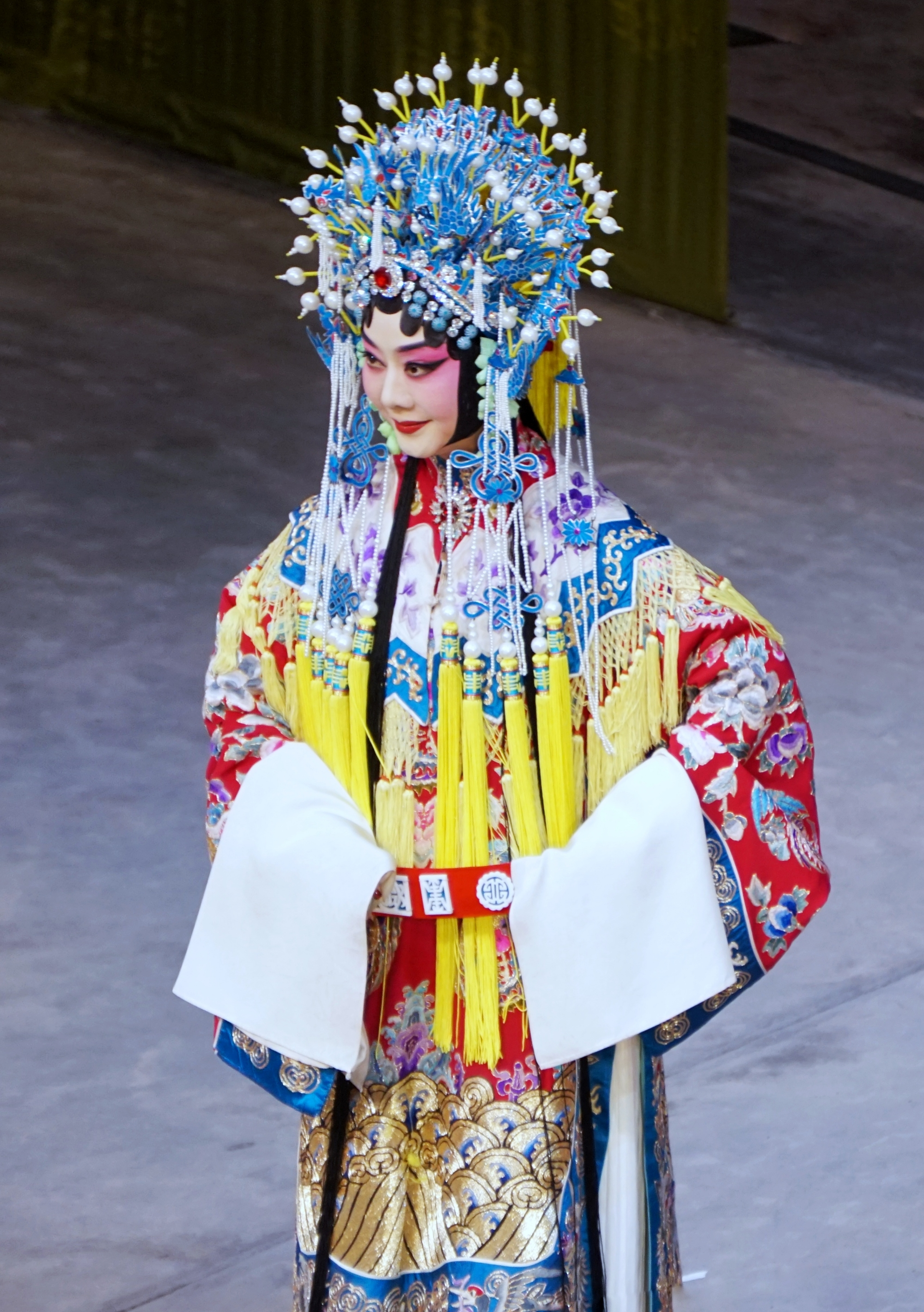
Li Shengsu nei panni di Sun Shangxiang nel 2020

Sun Shangxiang è uno dei personaggi principali ne Il romanzo dei Tre Regni. È apparsa inoltre in molti videogiochi come Dynasty Warriors e Warriors Orochi.
È stata interpretata da Zhao Wei nel film La battaglia dei Tre Regni e da Pets Tseng nella serie Zhong ji san guo.